# Ignacy Auconi
Ignacy Auconi właściwie Ignazio Auconi (ur. 24 września 1816 w Lavinia k. Velletri, zm. 3 lutego 1877 w Rzymie) – włoski ksiądz katolicki, generał pallotynów w latach 1862–1869.
Urodził się w 1816. Ucząc się w Rzymie przez pięć lat korzystał z kierownictwa duchowego u ks. Wincentego Pallottiego. Święcenia kapłańskie przyjął w 1841. Rok później przyłączył się do wspólnoty księży utworzonej przez Pallottiego. 
Ks. Auconi był jednym z najbliższych współpracowników świętego Wincentego, brał udział w ustalaniu Reguły dla powstającej Kongregacji Księży i Braci. Głosił misje i rekolekcje wspólnie z Pallottim. Był też świadkiem jego śmierci. 
Ks. Auconi w 1848 zasiadł w pierwszej Radzie Generalnej. Wtedy też został mianowany ojcem duchownym, prefektem studiów i prefektem biblioteki Kongregacji. 
Ks. Ignacy Auconi generałem pallotynów został w 1862. Za jego kadencji nie rozwiązano trudności wewnętrznych w Stowarzyszeniu. Pod koniec rządów Auconiego pallotyni liczyli tylko 12 księży i 3 braci.
Ks. Ignacy Auconi zmarł w wieku 61 lat w Rzymie. Spoczywa na rzymskim cmentarzu Campo Verano.  